# Criminologie queer
La criminologie queer est la branche de la criminologie critique (en) et des études gaies et lesbiennes qui étudie les relations entre la communauté LGBT et le système judiciaire.

## Caractéristiques
La criminologie queer suit une approche similaire à la criminologie critique féministe.
Outre la reconnaissance des droits LGBT, elle s'intéresse à la façon dont les discriminations et préjugés systémiques à l'encontre des personnes LGBT affectent ces dernières en pratique dans les systèmes judiciaires, policier et carcéral, qu'elles soient victimes, suspectes ou professionnels de ces domaines.
Elle est une tentative d'élargir les perspectives de la criminologie classique, qui a tendu historiquement soit à ignorer les problématiques spécifiques aux personnes LGBT, soit à les stigmatiser, par exemple dans les travaux du pionnier de la criminologie du XIXe siècle, Cesare Lombroso.
Par la suite, les sociologues tels que Howard Becker ou Edwin Lemert et les criminologues ont eu tendance au cours du XXe siècle à voir dans les personnes LGBT des « déviants » et à les envisager d'abord sous ce prisme, établissant un lien de causalité entre l'appartenance de certains criminels à des minorités sexuelles et leurs crimes, là où ce lien ne serait pas fait pour des personnes hétérosexuelles.

Parallèlement à cela, les analyses avancées par différentes écoles de criminologie, sur les causes de la criminalité, ou sur l'application concrète de certaines lois, ne tenaient pas compte des discriminations subies par les personnes LGBT.
Ainsi, par exemple, le sociologue américain W.J. Chambliss a-t-il proposé en 1964 une analyse des lois sur le vagabondage au Royaume-Uni et aux États-Unis selon laquelle l'émergence et l'application de ces lois était motivée en grande partie par des raisons économiques. Cette analyse a été par la suite critiquée comme négligeant voire occultant l'utilisation de ces lois à des fins de discriminations vis-à-vis de personnes LGBT.
Un des sujets d'étude majeur de la criminologie queer est donc la manière dont les personnes LGBT deviennent hors-la-loi.
Outre les lois criminalisant leur existence même, l'homophobie a souvent pour conséquence leur rejet hors de leurs familles, de la discrimination dans la recherche de logements ou d'emplois et une application différenciée de la loi par les forces de l'ordre à leur encontre. Ces facteurs se combinent pour aboutir à une exclusion sociale des personnes LGBT et multiplient leurs chances de se tourner vers la criminalité, tout en diminuant leurs possibilités de désistance.